# Allow Us to Be Frank
Allow Us to Be Frank, un album-omagiu adus găștii „ratpack”, este al șaselea album al trupei irlandeze Westlife și a fost lansat pe 8 noiembrie, 2004. Ocupând locul 1 în Irlanda și locul 3 în Regatul Unit, este albumul Westlife cu cea mai slabă performanță din topuri de până acum. Albumul a fost pe locul 24 în topul celor mai bine vândute albume ale anului 2004 în Regatul Unit, cu 585.000 de exemplare vândute.
Melodiile Ain't That a Kick in the Head, Smile și Fly Me to the Moon au fost lansate în format download digital și ca discuri single radio.
Albumul conține melodii celebre ale lui Frank Sinatra, cum ar fi Fly Me to The Moon, The Way You Look Tonight, Come Fly With Me, Moon River și That's Life. De asemenea, include melodia lui Nat King Cole, When I Fall in Love.
Beyond the Sea nu a fost inclusă pe album dar a fost disponibilă pentru download digital.

## Cântece
1. „Ain't That A Kick in The Head”
2. „Fly Me To The Moon”
3. „Smile”
4. „Let There Be Love”
5. „The Way You Look Tonight”
6. „Come Fly With Me”
7. „Mack the Knife”
8. „I Left My Heart in San Francisco”
9. „Summer Wind”
10. „Clementine”
11. „When I Fall in Love”
12. „Moon RiverA”
13. „That's Life”

- A Nu a fost inclusă pe versiunea internațională a albumului.

## Performanțele în clasamente
| Țară         | Poziție | Premii               |
| ------------ | ------- | -------------------- |
| Belgia       | 25      | -                    |
| Danemarca    | 15      | -                    |
| Irlanda      | 1       | -                    |
| Olanda       | 32      | -                    |
| Suedia       | 5       | -                    |
| Elveția      | 75      | -                    |
| Regatul Unit | 3       | 2 discuri de platină |